# Jean Arthur
Jean Arthur, eg. Gladys Georgianna Greene, född 17 oktober 1900 i Plattsburgh, Clinton County, New York, död 19 juni 1991 i Carmel, Kalifornien, var en amerikansk skådespelare. Arthur medverkade bland annat i tre filmer i regi av Frank Capra, En gentleman kommer till stan (1936), Komedien om oss människor (1938) och Mr. Smith i Washington (1939), bland övriga filmer märks Endast änglar ha vingar (1939), Ungkarlsfällan (1943) och Mannen från vidderna (1953).

## Biografi
Jean Arthurs far var stillbildsfotograf. Hon hoppade av skolan som 15-åring för att bli modell. Gjorde filmdebut 1923 i en liten roll i Sjudande blod och under de följande åren hade hon en rad småroller som naiv och okonstlad flicka.
När ljudfilmen kom blev Arthurs spruckna, skrovliga stämma en stor tillgång och hon specialiserade sig på komedier, ofta i roller som den bestämda, feministiska hjältinnan i sociala komedier. Arthur fick sitt stora genombrott 1935 i filmen Samhällets fiende no 1. Under senare delen av 1930-talet spelade hon den kvinnliga huvudrollen i flera av Frank Capras filmer, vilka blev stora framgångar.
Jean Arthur Oscarnominerades 1943 för sin roll i Ungkarlsfällan. Hon hyllades för sin roll som Peter Pan på Broadway 1950.
Arthur slutade filma 1953 och undervisade sedan i drama vid Vassar College och andra universitet. Hon gjorde endast två till korta inhopp framför kameran, en gästroll i TV-serien Krutrök 1965, och den kortlivade sitcomen The Jean Arthur Show 1966.
Jean Arthur har tilldelats en stjärna för filminsatser på Hollywood Walk of Fame vid adressen 6333 Hollywood Blvd.

## Filmografi i urval
- 1923 – Sjudande blod
- 1929 – Midnattsmysteriet
- 1929 – Greene-mysteriet
- 1930 – Brottets gata
- 1935 – Samhällets fiende no 1
- 1935 – Diamantkungen
- 1936 – Fru Sherlock Holmes
- 1936 – Vägen till hans hjärta
- 1936 – Äventyr i Manhattan
- 1936 – Vår ungdoms hjältar

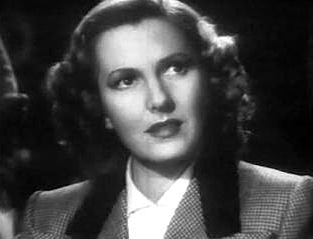
Jean Arthur i trailern till Endast änglar ha vingar (1939).

- 1936 – En gentleman kommer till stan
- 1937 – Pappa har en väninna
- 1937 – Som en tjuv om natten
- 1938 – Komedin om oss människor
- 1939 – Mr Smith i Washington
- 1939 – Endast änglar ha vingar
- 1940 – Skarpskytten i Arizona
- 1940 – En herre för mycket
- 1941 – Hemliga Higgins
- 1942 – Han kom om natten
- 1943 – Ungkarlsfällan
- 1944 – Smekmånad på prov
- 1948 – Det hände i Berlin
- 1953 – Mannen från vidderna